# Margaret Elizabeth Barr-Bigelow
Margaret Elizabeth Barr-Bigelow (ur. 16 kwietnia 1923 w Elkhorn, zm. 1 kwietnia 2008 w Sidney) – kanadyjska mykolożka.

## Życiorys
Studiowała na Uniwersytecie Kolumbii Brytyjskiej, w 1950 r. uzyskując tytuł licencjata, a w 1952 r. tytuł magistra. Następnie pod kierunkiem Lewisa E. Wehmeyera studiowała na Uniwersytecie Michigan, w 1956 r. uzyskując doktorat za pracę pt. „Stanowisko taksonomiczne rodzaju Mycosphaerella na podstawie porównawczych badań rozwojowych”. Po uzyskaniu doktoratu wraz z mężem Howardem Bigelowem spędziła kilka miesięcy na zbieraniu grzybów w Maine. Wkrótce potem Barr objęła stanowisko w Instytucie Botanicznym na Uniwersytecie w Montrealu jako członek National Research Council. W 1957 roku razem wyjechali do Massachusetts, gdzie jej mąż został nauczycielem akademickim na Uniwersytecie Massachusetts. Margaret nie była w stanie tego zrobić ze względu na przepisy dotyczące nepotyzmu, więc objęła stanowisko pomocnicze, na którym prowadziła badania i nauczała. Po zmianie prawa Barr mogła zostać profesorem. Wraz z mężem pozostali na Uniwersytecie Massachusetts przez 30 lat. Dwa lata po śmierci Howarda w 1987 roku Margaret przeniosła się do Sidney w Kolumbii Brytyjskiej, gdzie mieszkała aż do śmierci w 2008 roku.

## Praca naukowa
Opublikowała ponad 150 publikacji naukowych o grzybach z grupy workowców (Ascomycota), z których ostatnia została wydana w 2007 roku. Działała w wielu instytucjach i organizacjach:
- 1986 – była przewodniczącą konferencji AIBS w Amherst
- 1976–1980 – redaktor naczelny czasopisma Mycologia
- 1979–1980 – wiceprezes Mycological Society of America
- 1981–1982 – prezydent Mycological Society of America

Była także członkiem American Institute of Biological Societies, International Association of Plant Taxonomists i British Mycological Society. Wraz z mężem zebrała wiele okazów grzybów, które obecnie są głównie eksponowane w nowojorskim Ogrodzie Botanicznym. Część kolekcji Margaret jest również przechowywana na Wydziale Rolnictwa Kanady w Ottawie i na Uniwersytecie Kolumbii Brytyjskiej.
W naukowych nazwach utworzonych przez nią taksonów dodawany jest skrót jej nazwiska M.E. Barr.